# Abdoulaye Idrissa Maïga
Abdoulaye Idrissa Maïga (n. 11 martie 1958, Gao, Regiunea Gao, Mali) este un politician malian care a fost prim-ministru al statului Mali în perioada 8 aprilie 2017 - 29 decembrie 2017. Anterior a fost ministru al Apărării din 3 septembrie 2016. În calitate de ministru al Apărării, el i-a succedat lui Tiéman Hubert Coulibaly, care și-a dat demisia după preluarea satului Boni de către forțele jihadiste. Maïga a ocupat anterior funcția de ministru al administrației teritoriale și de ministrul al mediului, apei și canalizării. În timpul alegerilor prezidențiale din 2013, a fost director de campanie al lui Ibrahim Boubacar Keïta, care a fost ales în funcția de președinte.
]
La 8 aprilie 2017, președintele Keïta l-a numit prim-ministru. Un nou guvern condus de Maïga a fost numit la 11 aprilie 2017. În noul guvern, Tiéna Coulibaly i-a succedat lui Maïga în funcția de ministru al Apărării. El și-a dat demisia în mod surprinzător la 29 decembrie 2017, alături de guvernul său.
Maïga s-a născut în Gao. Este membru al partidului Adunarea pentru Mali.